# Lupăria (okręg Botoszany)
Lupăria – wieś w Rumunii, w okręgu Botoszany, w gminie Prăjeni. W 2011 roku liczyła 784 mieszkańców.